# 黄垂明
黄垂明（1912年—1992年9月），号阿伯，福建宁德人，中华人民共和国政治人物。
黄垂明出生于贫农家庭，1934年参加中国工农红军，1936年5月被国民政府逮捕，1937年第二次国共合作时期被释放，翌年3月加入中国共产党，随叶飞及新四军北上抗日，后返回福建工作。第二次国共内战时，任中共闽东地委特派员等职。中国人民解放军接管闽东后任首任福安县长，后任宁德县长、福安专区行署副专员、福建省政协常委等职。文革时期受到迫害，十一届三中全会后复出。1983年离休，1992年9月逝世。